# Dystasia grisescens
Dystasia grisescens är en skalbaggsart som beskrevs av Stefan von Breuning 1954. Dystasia grisescens ingår i släktet Dystasia och familjen långhorningar. Inga underarter finns listade i Catalogue of Life.